# 十二月廿九
腊月廿九，农历腊月第二十九天。

## 逝世
- 1142年（绍兴十一年）——岳飞、岳云、张宪，南宋抗金将领，于杭州大理寺风波亭被赐死。
- 1210年（嘉定二年）——陸游，南宋詩人、詞人。
- 1747年（乾隆十二年）——永琮，乾隆第七子

## 节假日和习俗
- 华严菩萨圣诞
- 除夕（如該年農曆十二月為小月，即沒有十二月三十）

## 其他内容
- 十斋日

## 参看
- 日历
- 腊月廿六 - 腊月廿七 - 腊月廿八 - 腊月廿九 - 腊月三十 - 正月初一
- 十一月廿九 - 腊月廿九 - 正月廿九
- 正月 - 二月 - 三月 - 四月 - 五月 - 六月 - 七月 - 八月 - 九月 - 十月 - 十一月 - 腊月
- 公历12月29日